# Масягутовское сельское поселение
Масягутовское сельское поселение — сельское поселение в Азнакаевском районе Татарстана.
Административный центр — село Масягутово.
В состав поселения входят 2 населённых пункта.

## Административное деление
- c. Масягутово
- дер. Якши-Бай